# 施佩克魏爾湖
49°09′24″N 10°46′29″E / 49.15658°N 10.77473°E
施佩克魏爾湖（德語：Speckweiher），是德國的湖泊，位於該國東南部，由巴伐利亞州負責管轄，處於魏森堡-貢岑豪森縣，長0.3公里、寬0.1公里，面積0.03平方公里，海拔高度429米，湖岸線長度0.8公里。